# Associazione Sportiva Volley Lube 2012-2013
Questa voce raccoglie le informazioni riguardanti l'Associazione Sportiva Volley Lube nelle competizioni ufficiali della stagione 2012-2013.

## Stagione
La stagione 2012-2013 è per l'Associazione Sportiva Volley Lube di Macerata, sponsorizzata dall'istituto di credito Banca Marche, la diciottesima consecutiva in Serie A1; la maggior parte della rosa, così come l'allenatore, sono confermati rispetto alla stagione precedente: gli unici cambiamenti sono rappresentati dalle partenze di Igor Omrčen e Jean-François Exiga sostituiti rispettivamente da Ivan Zaytsev e Hubert Henno, oltre all'arrivo in prestito, a campionato in corso, di Dick Kooy, chiamato a sostituire l'infortunato Cristian Savani.
La prima competizione della stagione è la Supercoppa italiana, a cui partecipa a seguito della vittoria dello scudetto, scontrandosi contro i vincitori della Coppa Italia della Trentino Volley di Trento: la vittoria va, per la terza volta, alla squadra marchigiana.
Il cammino in campionato è alquanto spedito: nel girone di andata vince le prime sei gare, mentre la prima sconfitta arriva al tie-break contro la formazione trentina nella settima giornata; la fine del girone d'andata è altalenante e la Lube conclude la prima fase al secondo posto, qualificandosi anche per la Coppa Italia. Il girone di ritorno si apre con quattro vittorie consecutive, che spingono la squadra in testa alla classifica: tuttavia anche in questo caso, la non continuità e soprattutto la sconfitta nel big match contro la Trentino Volley, fa concludere la regular season al secondo posto, ottenendo il diritto di partecipare ai play-off: nei quarti di finale, parte come da regolamento con una gara di vantaggio, ed incontra la Top Volley di Latina, la quale riesce a vincere la gara 2, perdendo però le altre due successive. In semifinale la sfida è contro la Pallavolo Piacenza: anche in questo caso la formazione di Macerata parte con una vittoria all'attivo, ma non riesce a vincere neppure una gara delle tre disputate, venendo estromessa dalla corsa verso lo scudetto.
Il secondo posto al termine del girone di andata, consente all'Associazione Sportiva Volley Lube di disputare la Coppa Italia: l'accesso alla final-four è garantito grazie alla vittoria nei quarti di finale contro la Top Volley; in semifinale la formazione marchigiana supera per 3-1 la Pallavolo Modena, mentre in finale cede con lo stesso risultato alla Trentino Volley.
La vittoria dello scudetto nella stagione 2011-12, ha qualificato la Lube Macerata alla Champions League 2012-13: la fase a gironi si chiude con il primo posto, vincendo cinque partite e rimediando un'unica sconfitta, complice anche un ampio turnover. Superato agevolmente nei play-off a 12 l'Asseco Resovia, nei play-off a 6 disputa il derby italiano contro il Piemonte Volley di Cuneo: dopo aver vinto nettamente la gara di andata, perde al tie-break quella di ritorno, venendo poi ulteriormente sconfitta e quindi eliminata al Golden Set.

## Organigramma societario
Area direttiva
- Presidente: Simona Sileoni
- Presidente onorario: Fabio Giulianelli, Luciano Sileoni
- Vicepresidente: Albino Massaccesi

Area organizzativa
- Team manager: Claudio Leonardi
- Segreteria generale: Sergio Bartoloni
- Direttore sportivo: Stefano Recine

Area tecnica
- Allenatore: Alberto Giuliani
- Allenatore in seconda: Francesco Cadeddu
- Scout man: Enrico Massaccesi, Roberto Taddei
- Responsabile settore giovanile: Mario Picchio
- Direttore tecnico settore giovanile: Gianni Rosichini
- Assistente allenatori: Alfredo Martilotti

Area comunicazione
- Ufficio stampa: Marco Tentella
- Webmaster: Mirko Giardetti

Area marketing
- Ufficio marketing: Paolo Prenna

Area sanitaria
- Medico: Mariano Avio, Marino Compagnucci
- Preparatore atletico: Massimo Merazzi
- Fisioterapista: David Diaz, Marco Frontalini
- Osteopata: Giuseppe Antinori

## Rosa
| N° | Nome                 | Ruolo | Data di nascita  | Nazionalità sportiva |
| -- | -------------------- | ----- | ---------------- | -------------------- |
| 1  | Davidson Lampariello | S     | 16 ottobre 1980  | Italia               |
| 2  | Alen Pajenk          | C     | 23 aprile 1986   | Slovenia             |
| 3  | Cristian Savani      | S     | 22 febbraio 1982 | Italia               |
| 5  | Ivan Zaytsev         | S/O   | 2 ottobre 1988   | Italia               |
| 6  | Simone Parodi        | S     | 16 giugno 1986   | Italia               |
| 7  | Dragan Stanković     | C     | 18 ottobre 1985  | Serbia               |
| 9  | Jiří Kovář           | S     | 10 aprile 1989   | Italia               |
| 11 | Natale Monopoli      | P     | 28 maggio 1975   | Italia               |
| 12 | Hubert Henno         | L     | 6 ottobre 1976   | Francia              |
| 13 | Dragan Travica       | P     | 28 agosto 1986   | Italia               |
| 14 | Luigi Randazzo       | S     | 30 aprile 1994   | Italia               |
| 15 | Saša Starović        | S/O   | 19 ottobre 1988  | Serbia               |
| 16 | Dick Kooy            | S     | 3 dicembre 1987  | Paesi Bassi          |
| 18 | Marko Podraščanin    | C     | 29 agosto 1987   | Serbia               |

## Mercato
| Acquisti | Acquisti     | Acquisti | Acquisti   |
| R.       | Nome         | da       | Modalità   |
| -------- | ------------ | -------- | ---------- |
| L        | Hubert Henno | Piemonte | definitivo |
| S        | Dick Kooy    | Modena   | prestito   |
| S        | Ivan Zaytsev | M. Roma  | definitivo |

| Cessioni | Cessioni            | Cessioni          | Cessioni   |
| R.       | Nome                | a                 | Modalità   |
| -------- | ------------------- | ----------------- | ---------- |
| L        | Jean-François Exiga | Tours             | definitivo |
| O        | Igor Omrčen         | JT Thunders       | definitivo |
| S        | Gert van Walle      | Città di Castello | definitivo |

## Risultati

### Serie A1

#### Girone di andata
| 1ª giornata - 6 ottobre 2012 PalaKemon, San Giustino        | Altotevere         | 1 - 3 | Lube               | 20-25, 25-17, 20-25, 19-25        |
| 2ª giornata - 14 novembre 2012 PalaFontescodella, Macerata  | Lube               | 3 - 0 | New Mater          | 25-23, 25-20, 25-22               |
| 3ª giornata - 20 ottobre 2012 PalaFontescodella, Macerata   | Lube               | 3 - 0 | Piacenza           | 25-22, 25-20, 25-15               |
| 4ª giornata - 28 ottobre 2012 PalaDeAndrè, Ravenna          | Robur Angelo Costa | 0 - 3 | Lube               | 13-25, 21-25, 15-25               |
| 5ª giornata - 4 novembre 2012 PalaFontescodella, Macerata   | Lube               | 3 - 1 | Top Volley Latina  | 25-15, 25-17, 23-25, 25-18        |
| 6ª giornata - 11 novembre 2012 PalaFontescodella, Macerata  | Lube               | 3 - 0 | Sir Safety Perugia | 25-22, 25-14, 25-19               |
| 7ª giornata - 18 novembre 2012 PalaTrento, Trento           | Trentino           | 3 - 2 | Lube               | 25-23, 25-21, 20-25, 23-25, 15-12 |
| 8ª giornata - 25 novembre 2012 PalaOlimpia, Verona          | BluVolley Verona   | 2 - 3 | Lube               | 25-23, 26-24, 24-26, 16-25, 9-15  |
| 9ª giornata - 2 dicembre 2012 PalaFontescodella, Macerata   | Lube               | 1 - 3 | Modena             | 19-25, 25-20, 18-25, 23-25        |
| 10ª giornata - 9 dicembre 2012 PalaBreBanca, Cuneo          | Piemonte           | 3 - 2 | Lube               | 25-14, 26-28, 25-21, 23-25, 15-10 |
| 11ª giornata - 16 dicembre 2012 PalaFontescodella, Macerata | Lube               | 3 - 1 | Callipo            | 25-23, 25-22, 24-26, 25-22        |

#### Girone di ritorno
| 12ª giornata - 22 dicembre 2012 PalaFontescodella, Macerata | Lube               | 3 - 0 | Altotevere         | 25-23, 25-18, 25-23               |
| 13ª giornata - 5 gennaio 2013 PalaGrotte, Castellana Grotte | New Mater          | 0 - 3 | Lube               | 21-25, 21-25, 13-25               |
| 14ª giornata - 12 gennaio 2013 PalaBanca, Piacenza          | Piacenza           | 1 - 3 | Lube               | 25-21, 23-25, 16-25, 21-25        |
| 15ª giornata - 20 gennaio 2013 PalaFontescodella, Macerata  | Lube               | 3 - 0 | Robur Angelo Costa | 28-26, 25-21, 25-17               |
| 16ª giornata - 27 gennaio 2013 PalaBianchini, Latina        | Top Volley Latina  | 3 - 2 | Lube               | 25-23, 22-25, 25-16, 20-25, 15-13 |
| 17ª giornata - 3 febbraio 2013 PalaEvangelisti, Perugia     | Sir Safety Perugia | 0 - 3 | Lube               | 30-32, 22-25, 15-25               |
| 18ª giornata - 10 febbraio 2013 PalaFontescodella, Macerata | Lube               | 1 - 3 | Trentino           | 22-25, 25-21, 19-25, 18-25        |
| 19ª giornata - 17 febbraio 2013 PalaFontescodella, Macerata | Lube               | 3 - 0 | BluVolley Verona   | 25-16, 25-14, 25-18               |
| 20ª giornata - 24 febbraio 2013 PalaPanini, Modena          | Modena             | 3 - 1 | Lube               | 25-21, 25-27, 25-18, 25-20        |
| 21ª giornata - 3 marzo 2013 PalaFontescodella, Macerata     | Lube               | 3 - 1 | Piemonte           | 26-24, 21-25, 25-22, 25-22        |
| 22ª giornata - 10 marzo 2013 PalaValentia, Vibo Valentia    | Callipo            | 1 - 3 | Lube               | 25-18, 19-25, 27-29, 19-25        |

#### Play-off scudetto
| Quarti di finale (gara 2) - 27 marzo 2013 PalaBianchini, Latina       | Top Volley Latina | 3 - 2 | Lube              | 20-25, 27-25, 25-20, 19-25, 15-12 |
| Quarti di finale (gara 3) - 31 marzo 2013 PalaFontescodella, Macerata | Lube              | 3 - 0 | Top Volley Latina | 25-23, 25-23, 26-24               |
| Quarti di finale (gara 4) - 3 aprile 2013 PalaBianchini, Latina       | Top Volley Latina | 0 - 3 | Lube              | 19-25, 17-25, 23-25               |
| Semifinali (gara 2) - 10 aprile 2013 PalaBanca, Piacenza              | Piacenza          | 3 - 1 | Lube              | 17-25, 25-20, 25-17, 29-27        |
| Semifinali (gara 3) - 14 aprile 2013 PalaBaldinelli, Osimo            | Lube              | 2 - 3 | Piacenza          | 25-18, 22-25, 20-25, 25-18, 20-22 |
| Semifinali (gara 4) - 17 aprile 2013 PalaBanca, Piacenza              | Piacenza          | 3 - 1 | Lube              | 26-28, 25-22, 25-23, 25-15        |

### Coppa Italia

#### Fase a eliminazione diretta
| Quarti di finale - 26 dicembre 2012 PalaFontescodella, Macerata | Lube     | 3 - 0 | Top Volley Latina | 25-18, 25-20, 25-23        |
| Semifinali - 29 dicembre 2012 Mediolanum Forum, Assago          | Lube     | 3 - 1 | Modena            | 22-25, 25-23, 25-19, 25-19 |
| Finale - 30 dicembre 2012 Mediolanum Forum, Assago              | Trentino | 3 - 1 | Lube              | 25-17, 25-16, 21-25, 25-23 |

### Supercoppa italiana

#### Fase ad eliminazione diretta
| Finale - 30 settembre 2012 PalaPanini, Modena | Lube | 3 - 2 | Trentino | 25-23, 19-25, 28-26, 20-25, 15-11 |

### Champions League

#### Fase a gironi
| 1ª giornata - 24 ottobre 2012 Topsporthal, Gent                     | Asse-Lennik  | 0 - 3 | Lube         | 17-25, 22-25, 22-25        |
| 2ª giornata - 1º novembre 2012 PalaFontescodella, Macerata          | Lube         | 3 - 0 | ACH Volley   | 26-24, 25-13, 25-15        |
| 3ª giornata - 14 novembre 2012 Sportzentrum am Utzweg, Unterhaching | Unterhaching | 0 - 3 | Lube         | 20-25, 24-26, 19-25        |
| 4ª giornata - 21 novembre 2012 PalaFontescodella, Macerata          | Lube         | 3 - 0 | Unterhaching | 25-23, 25-15, 25-20        |
| 5ª giornata - 5 dicembre 2012 Dvorana Center, Lubiana               | ACH Volley   | 3 - 1 | Lube         | 25-23, 25-13, 22-25, 25-23 |
| 6ª giornata - 12 dicembre 2012 PalaFontescodella, Macerata          | Lube         | 3 - 0 | Asse-Lennik  | 25-13, 25-10, 25-20        |

#### Fase ad eliminazione diretta
| Play-off a 12 (andata) - 15 gennaio 2013 Hala Podpromie, Rzeszów      | Asseco Resovia | 0 - 3 | Lube           | 23-25, 24-26, 19-25                               |
| Play-off a 12 (ritorno) - 23 gennaio 2013 PalaFontescodella, Macerata | Lube           | 3 - 1 | Asseco Resovia | 25-23, 25-18, 23-25, 25-18                        |
| Play-off a 6 (andata) - 6 febbraio 2013 PalaFontescodella, Macerata   | Lube           | 3 - 0 | Piemonte       | 25-17, 25-17, 25-22                               |
| Play-off a 6 (ritorno) - 13 febbraio 2013 PalaBreBanca, Cuneo         | Piemonte       | 3 - 2 | Lube           | 25-17, 25-19, 22-25, 21-25, 15:8 Golden set: 15-7 |

## Statistiche

### Statistiche di squadra
| Competizione        | Punti | In casa | In casa | In casa | In trasferta | In trasferta | In trasferta | Totale | Totale | Totale |
| Competizione        | Punti | G       | V       | P       | G            | V            | P            | G      | V      | P      |
| ------------------- | ----- | ------- | ------- | ------- | ------------ | ------------ | ------------ | ------ | ------ | ------ |
| Serie A1            | 50    | 13      | 10      | 3       | 15           | 8            | 7            | 28     | 18     | 10     |
| Coppa Italia        | -     | 1       | 1       | 0       | -            | -            | -            | 3      | 2      | 1      |
| Supercoppa italiana | -     | -       | -       | -       | -            | -            | -            | 1      | 1      | 0      |
| Champions League    | 15    | 5       | 5       | 0       | 5            | 3            | 2            | 10     | 8      | 2      |
| Totale              | -     | 18      | 16      | 3       | 20           | 11           | 9            | 42     | 19     | 13     |

G = partite giocate; V = partite vinte; P = partite perse

### Statistiche dei giocatori
| Giocatore      | Serie A1 | Serie A1 | Serie A1 | Serie A1 | Serie A1 | Coppa Italia | Coppa Italia | Coppa Italia | Coppa Italia | Coppa Italia | Supercoppa italiana | Supercoppa italiana | Supercoppa italiana | Supercoppa italiana | Supercoppa italiana | Champions League | Champions League | Champions League | Champions League | Champions League | Totale | Totale | Totale | Totale | Totale |
| Giocatore      | P        | PT       | AV       | MV       | BV       | P            | PT           | AV           | MV           | BV           | P                   | PT                  | AV                  | MV                  | BV                  | P                | PT               | AV               | MV               | BV               | P      | PT     | AV     | MV     | BV     |
| -------------- | -------- | -------- | -------- | -------- | -------- | ------------ | ------------ | ------------ | ------------ | ------------ | ------------------- | ------------------- | ------------------- | ------------------- | ------------------- | ---------------- | ---------------- | ---------------- | ---------------- | ---------------- | ------ | ------ | ------ | ------ | ------ |
| H. Henno       | 28       | -        | -        | -        | -        | 3            | -            | -            | -            | -            | 1                   | -                   | -                   | -                   | -                   | 9                | -                | -                | -                | -                | 41     | -      | -      | -      | -      |
| D. Kooy        | 19       | 126      | 106      | 12       | 8        | 2            | 9            | 7            | 0            | 2            | -                   | -                   | -                   | -                   | -                   | 6                | 82               | 67               | 12               | 3                | 27     | 217    | 179    | 24     | 13     |
| J. Kovář       | 4        | 6        | 3        | 3        | 0        | -            | -            | -            | -            | -            | 1                   | 4                   | 4                   | 0                   | 0                   | -                | -                | -                | -                | -                | 5      | 10     | 7      | 3      | 0      |
| D. Lampariello | 21       | 4        | 4        | 0        | 0        | 2            | 0            | 0            | 0            | 0            | 1                   | 0                   | 0                   | 0                   | 0                   | 6                | 0                | 0                | 0                | 0                | 30     | 4      | 4      | 0      | 0      |
| N. Monopoli    | 15       | 2        | 1        | 1        | 0        | 1            | 0            | 0            | 0            | 0            | 1                   | 0                   | 0                   | 0                   | 0                   | 6                | 3                | 0                | 2                | 1                | 23     | 5      | 1      | 3      | 1      |
| A. Pajenk      | 18       | 100      | 68       | 26       | 6        | 1            | 2            | 1            | 1            | 0            | 0                   | 0                   | 0                   | 0                   | 0                   | 8                | 36               | 28               | 5                | 3                | 27     | 138    | 97     | 32     | 9      |
| S. Parodi      | 23       | 218      | 177      | 25       | 16       | 3            | 24           | 21           | 2            | 1            | 1                   | 13                  | 9                   | 3                   | 1                   | 9                | 88               | 66               | 12               | 10               | 36     | 343    | 273    | 42     | 28     |
| M. Podraščanin | 25       | 220      | 131      | 75       | 14       | 3            | 18           | 8            | 10           | 0            | 1                   | 9                   | 6                   | 3                   | 0                   | 8                | 49               | 27               | 22               | 0                | 37     | 296    | 172    | 110    | 14     |
| L. Randazzo    | 2        | 3        | 3        | 0        | 0        | 0            | 0            | 0            | 0            | 0            | -                   | -                   | -                   | -                   | -                   | 5                | 8                | 7                | 1                | 0                | 7      | 11     | 10     | 1      | 0      |
| C. Savani      | 15       | 146      | 106      | 22       | 18       | -            | -            | -            | -            | -            | 1                   | 20                  | 15                  | 2                   | 3                   | 2                | 20               | 15               | 4                | 1                | 18     | 186    | 136    | 28     | 22     |
| D. Stanković   | 26       | 188      | 118      | 52       | 18       | 3            | 25           | 14           | 7            | 4            | 1                   | 15                  | 9                   | 5                   | 1                   | 9                | 75               | 52               | 17               | 6                | 39     | 303    | 193    | 81     | 29     |
| S. Starović    | 19       | 150      | 113      | 20       | 17       | 3            | 40           | 37           | 3            | 0            | 1                   | 0                   | 0                   | 0                   | 0                   | 9                | 55               | 42               | 3                | 10               | 32     | 245    | 192    | 26     | 27     |
| D. Travica     | 28       | 83       | 34       | 31       | 18       | 3            | 16           | 6            | 9            | 1            | 1                   | 3                   | 1                   | 2                   | 0                   | 9                | 13               | 5                | 7                | 1                | 41     | 115    | 46     | 49     | 20     |
| I. Zaytsev     | 28       | 490      | 398      | 41       | 51       | 3            | 50           | 43           | 1            | 6            | 1                   | 23                  | 16                  | 0                   | 7                   | 9                | 122              | 97               | 16               | 9                | 41     | 685    | 554    | 58     | 73     |

P = presenze; PT = punti totali; AV = attacchi vincenti; MV = muri vincenti; BV = battute vincenti